# Idiostrangalia hakonensis
Idiostrangalia hakonensis är en skalbaggsart som först beskrevs av Masaki Matsushita 1933.  Idiostrangalia hakonensis ingår i släktet Idiostrangalia och familjen långhorningar. Inga underarter finns listade i Catalogue of Life.